# 2004年夏季残疾人奥林匹克运动会韩国代表团
2004年夏季残疾人奥林匹克运动会韩国代表团是韩国派出的2004年夏季残疾人奥林匹克运动会代表团。获得11枚金牌、11枚银牌和6枚铜牌。